# Tinicum Township (contea di Bucks)
Tinicum  è una township degli Stati Uniti d'America, nella contea di Bucks nello Stato della Pennsylvania. Secondo il censimento del 2010 la popolazione è di 3.995 abitanti.

## Società

### Evoluzione demografica
La composizione etnica vede una maggioranza di quella bianca ( 97,24%), seguita dagli afroamericani (0,76%) dati del 2000.
| township di Tinicum Popolazione |       |
| 2000                            | 4.206 |
| 2010                            | 3.995 |